# Barbenuta
Barbenuta (en aragonés Varbenuta [cita requerida]) es una localidad y antiguo municipio de España,  perteneciente actualmente al municipio de Biescas, en la comarca del Alto Gállego, provincia de Huesca, Aragón. Se sitúa en la comarca natural de Sobrepuerto.
Barbenuta alberga la bodega de vino con las cepas a mayor altitud de la península ibérica, Bal Minuta, con vides a 1.300 metros sobre el nivel del mar.

## Patrimonio

### Iglesia de San Miguel
Iglesia de origen románico, conserva todavía su crismón, fue muy modificada en el siglo XVI. Se compone de tres naves y bóvedas de medio cañón, decoradas en su intradós por pinturas con figuras geométricas.

## Localidad
Datos demográficos de la localidad de Barbenuta desde 1900:
| 132                   | 126 | 133 | 123 | 107 | 86 | 62 | 4 | 2 | 0 | 6 | 9 | 11 |
| (Fuente: IAEST e INE) |     |     |     |     |    |    |   |   |   |   |   |    |

- Datos referidos a la población de derecho.
- No figura en el Nomenclátor desde el año 1960.

### Antiguo municipio
| Gráfica de evolución demográfica de Barbenuta entre 1842 y 1960 |
| |
| Población de derecho según los censos de población del INE Población de hecho según los censos de población del INEEntre el censo de 1857 y el anterior, este municipio desaparece porque se integra en el municipio Yesero(*) En 1877 deja de depender de Yesero y pasa a Berbusa Entre el censo de 1920 y el anterior, aparece este municipio porque cambia de nombre y desaparece el municipio Berbusa Entre el censo de 1970 y el anterior, este municipio desaparece porque se integra en el municipio Biescas |

Datos demográficos del municipio de Barbenuta como entidad independiente:
| 117           | -- | -- | -- | -- | -- | -- | -- | 405 | 366 | 336 | 242 | 119 | -- |
| (Fuente: INE) |    |    |    |    |    |    |    |     |     |     |     |     |    |